# 楊鎮榮
楊鎮榮，清朝政治人物。
光绪二十五年（1899年），擔任清朝廣州府南海縣知縣。后由裴景福接任。